# Comité national pour la sécurité dans les transports

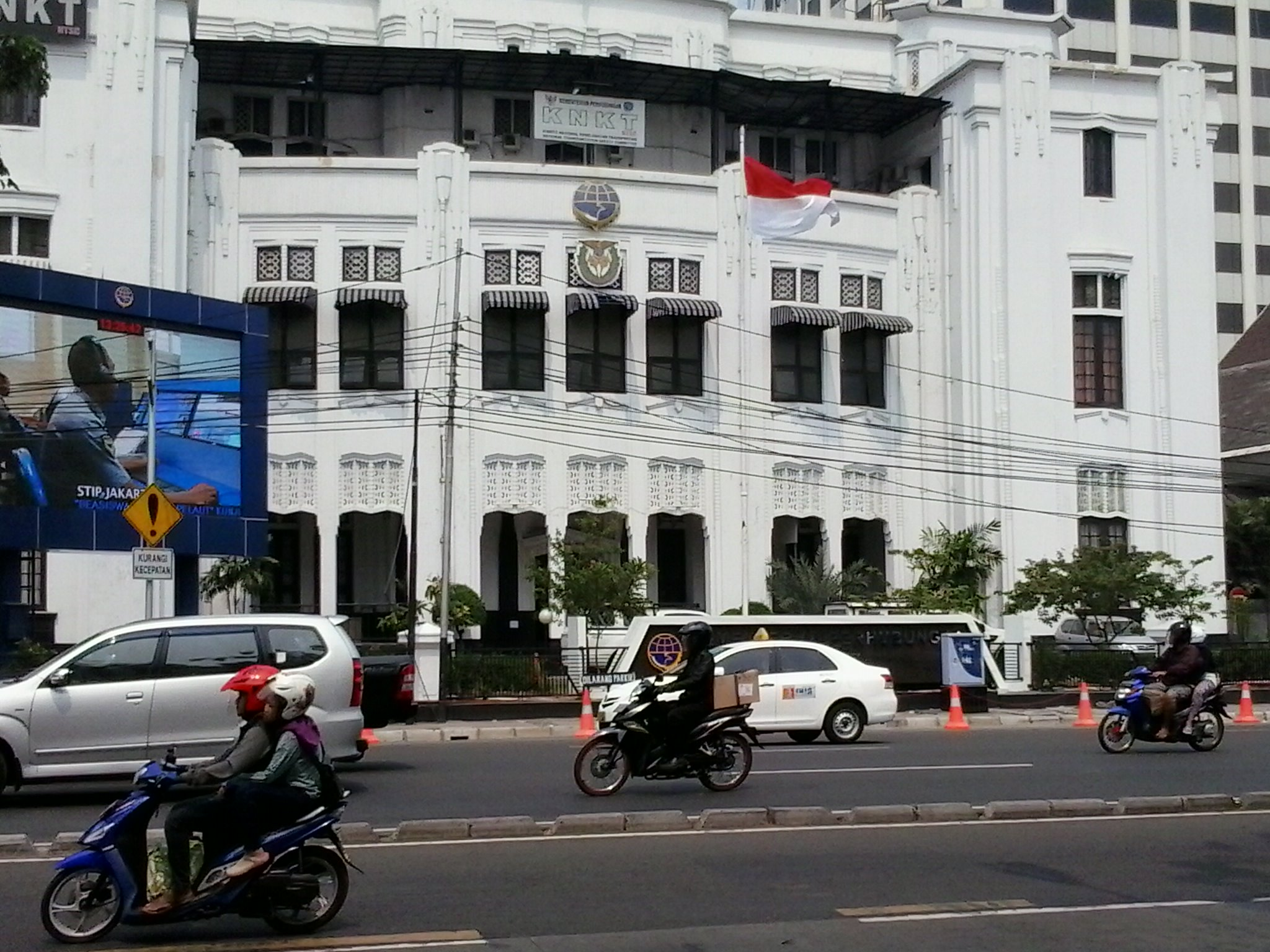
Le siège du Ministère des Transports indonésien à Jakarta

Le Comité national pour la sécurité dans les transports (indonésien : Komite Nasional Keselamatan Transportasi, KNKT;  anglais : National Transportation Safety Committee, NTSC) est l'organisme indonésien permanent chargé des enquêtes sur les accidents aériens en Indonésie. Le KNKT a son siège dans les bureaux du Ministère des Transports indonésien à Jakarta.